# Міський стадіон (Зворник)
Міський стадіон Зворника (босн. Gradski stadion Zvornik) — стадіон у місті Зворник, Боснія і Герцеговина. В даний час стадіон використовується для проведення футбольних матчів та є домашнім стадіоном ФК «Дрина». Стадіон розрахований на 3020 місць.

## Історія
Перший футбольний стадіон у місті було збудовано на місці житлових будинків. Під час Другої світової війни стадіон був перенесений на нинішнє місце, де і знаходиться на даний момент. Стадіон був відкритий та побудований у 1945 році.
До 2009 року стадіон не мав сидячих місць. На момент реконструкції стадіон мав 1500 сидячих місць. Після виходу футбольного клубу «Дріна» до Прем'єр-ліги Боснії та Герцеговини, стадіон було реконструйовано. Було збудовано східну трибуну, після чого чисельність стадіону стала 3020 сидячих місць.